# Scelolophia borrigaria
Scelolophia borrigaria är en fjärilsart som beskrevs av W. Warren 1906. Scelolophia borrigaria ingår i släktet Scelolophia och familjen mätare. Inga underarter finns listade.